# جین روورال
جین روورال (انگلیسی: Jean Rouverol؛ ‏ ۸ ژوئیهٔ ۱۹۱۶ – ۲۴ مارس ۲۰۱۷) فیلم‌نامه‌نویس، بازیگر و مؤلف اهل ایالات متحده آمریکا بود.
از فیلم‌هایی که وی در آن‌ها نقش داشته‌است، می‌توان به در صحنه، راه بازگشت، میسیسیپی، جهان‌های خصوصی و این یک هدیه‌ست اشاره نمود.
وی همچنین برندهٔ جوایزی همچون جایزه انجمن نویسندگان آمریکا شده‌است.